# Скуби-Ду! Легенда о Фантозавре
«Скуби-Ду! Легенда о Фантозавре» (англ. Scooby-Doo! Legend of the Phantosaur) — американский анимационный фильм студии Warner Bros. Animation из франшизы «Скуби-Ду». Премьера в цифровом формате и на DVD состоялась 6 сентября 2011 года. В России мультфильм вышел 14 февраля 2021 года на канале Boomerang. Этот мультфильм больше сконцентрирован на юмористическом раскрытии способностей Шэгги.

## Сюжет
Когда у Шэгги случается нервное расстройство из-за очередной тайны и он кричал три часа как безумец, до визита к доктору, банда решает поехать и отдохнуть в Ла-Сирэну, где они встречают гипнотерапевта по имени Профессор Хабли, который гипнотизирует Шэгги, что приводит к тому, что при произношении слова «Плохо» в любых его формах, Шэгги становится бесстрашным, жестоким, грубым и неудержимым, но банде не удастся отдохнуть, так как на свободе привидение динозавра, которое пугает всех в Ла-Сирэне, и банда решает разгадать эту тайну.

## Роли озвучивали
| Актёр                 | Роль                                                 |
| --------------------- | ---------------------------------------------------- |
| Фрэнк Уэлкер          | Скуби-Ду / Фред Джонс / разные байкеры               |
| Мэттью Лиллард        | Норвилл «Шэгги» Роджерс / Шаткий Джо                 |
| Грей Делайл           | Дафни Блейк                                          |
| Минди Кон             | Велма Динкли                                         |
| Кэти Кавадини         | Фейт                                                 |
| Джон Ди Маджо         | Фриц / GPS / разные байкеры                          |
| Майкл Гоф             | Мистер Бэббит / Блэйр / ученик / разные байкеры      |
| Мэттью Грей Гублер    | Уинзор                                               |
| Финола Хьюз           | профессор Сванкмайер                                 |
| Молик Панчоли         | доктор                                               |
| Кевин Майкл Ричардсон | Тэкс / полицейский № 2 / ученик № 2 / разные байкеры |
| Фред Уиллард          | Мистер Хабли                                         |
| Дейв Уиттенберг       | ученик № 3 / полицейский / разные байкеры            |
| Гвендолин Йео         | Мисс Дейт                                            |

## Ультра Инстинкт Шэгги
12 октября 2017 года пользователь YouTube по имени «Midya» создал видео, в котором Шэгги сражается с бандой байкеров в фильме под названием «Ультра Инстинкт Шэгги», используя тему Kyūkyoku no Battle из аниме Dragon Ball Super и замедленную съемку, чтобы казалось, что персонаж находится в форме Ультра-инстинкта (состояние повышенной мощности в серии Dragon Ball, где пользователь может реагировать на атаки почти инстинктивно). Видео собрало миллионы просмотров и породило мем «Ультра Инстинкт Шэгги», изображающий Шегги Роджерса как существо, обладающее всемогущей силой, с последующим фан-артом, показывающим, как он побеждает других вымышленных персонажей, таких как персонаж Marvel Comics Танос и Гоку из франшизы Dragon Ball, кроме того, используя неподвижные изображения и кадры закулисных съемок фильма Скуби-Ду 2002 года с фальшивыми субтитрами, чтобы создать впечатление, что Шегги — могущественное существо.
В то же время, когда мем стал популярным в январе 2019 года, продавалась предстоящая на тот момент видеоигра Mortal Kombat 11 и Woken News Network подала петицию на Change.org, чтобы включить персонажа в качестве DLC. Петиция собрала сотни тысяч подписей, даже привлекла внимание соавтора Mortal Kombat Эдварда Буна и актёра озвучивания Шегги — Мэттью Лилларда. Лиллард ранее публиковал твиты и ретвиты фан-артов в поддержку этой идеи, а также в шутку Бун ходатайствовал о включении Скуби Ду в другую игру Injustice 2 от NetherRealm Studios. Позже было подтверждено, что Шэгги никогда не появится ни в одной игре Mortal Kombat.